# Gottfried Kottmann
Gottfried Kottmann, född 15 oktober 1932 i Zürich, död 6 november 1964 i Rüdlingen, var en schweizisk roddare.
Kottmann blev olympisk bronsmedaljör i singelsculler vid sommarspelen 1964 i Tokyo.